# Verónica Abad
María Verónica Abad Rojas (Cuenca, 14 de novembro de 1976) é uma empresária e política equatoriana. Ela é a atual vice-presidente da República do Equador; desde 23 de novembro de 2023, juntamente com Daniel Noboa, saiu vitoriosa no segundo turno das eleições presidenciais antecipadas.
Ela também foi candidata malsucedida a prefeita de Cuenca em 2023 e já trabalhou em projetos internacionais de apoio ao empreendedorismo para jovens e mulheres.

## Posições políticas
Abad por vezes declarou que é de direita e em outras ocasiões que é liberal, no entanto, ela está associada a causas mais conservadoras do que liberais. Suas declarações são geralmente uma combinação ideologicamente indefinida de simpatias quando políticos de direita, como o ex-presidente dos Estados Unidos Donald Trump, o ex-presidente brasileiro Jair Bolsonaro, o partido político nacionalista espanhol Vox, e demonstrou apoio ao presidente salvadorenho Nayib Bukele.